# 圖密善競技場
图密善竞技场（Stadium of Domitian）位于战神广场北侧，在塞维鲁宫殿遗址旁的图密善竞技场（stadium of Domitian）有罗马大竞技场的外表，但却不足以容纳双轮战车进入行驶。其可能是竞步、田赛项目或骑马赛事的比赛地点。
中世纪初期遭废弃，文艺复兴时期围绕竞技场内侧拱廊建起包括圣依搦斯殉道堂在内的一系列建筑，现为纳沃纳广场。